# Franz Bogner (Politiker)
Franz Johann Nepomuk Bogner (* 10. Mai 1875 in Passau; † 25. August 1956 in Selb, Oberfranken) war ein deutscher Arzt und Kommunalpolitiker (SPD).

## Werdegang
Bogner wurde als uneheliches Kind des Metzgerssohns Franz Bogner und der Bäckerstochter Clara Krenner in der Theresienstraße 446 in Passau geboren. Seine Eltern heirateten im Jahr darauf in Passau-Innstadt. Er besuchte das Gymnasium Leopoldinum (Passau) und studierte nach dem Abitur an der Ludwig-Maximilians-Universität München Medizin. 1896 wurde er im Corps Bavaria München recipiert. Als Inaktiver wechselte er an die Friedrich-Alexander-Universität Erlangen. Als junger Arzt kam er 1906 nach Selb, wo er die Gesundheits- und Sterblichkeitsverhältnisse der Porzellanarbeiter untersuchte. Mit der daraus entstandenen Doktorarbeit wurde er 1908 (in Jena?) zum Dr. med. promoviert. Von 1911 bis 1933 war er Arzt am städtischen Krankenhaus Selb (dem heutigen Klinikum Fichtelgebirge). Die Anerkennung der Staublunge als Berufskrankheit geht wesentlich auf ihn zurück. Ab 1924 gehörte er als Mitglied der SPD-Fraktion dem Stadtrat von Selb an. Nach der Machtübernahme der Nationalsozialisten wurde er 1933 frist- und pensionslos aus dem Krankenhausdienst entlassen. Am 30. Januar 1946 wurde er erneut in den Stadtrat und am 5. Juli 1948 zum Oberbürgermeister gewählt. Während seiner Amtszeit wurde ein neues Schulzentrum errichtet, das heute seinen Namen trägt. Er wurde 1952 im Amt bestätigt und schied zum 30. April 1956 aus. Vier Monate später starb er.

## Ehrungen
- Ehrenbürger von Selb (1946)
- Verdienstorden der Bundesrepublik Deutschland, Verdienstkreuz am Bande (1952)
- Benennung der Dr.-Franz-Bogner-Schule Kategorie